# Kathy Hochul
Kathleen Courtney Hochul (ur. 27 sierpnia 1958 w Buffalo) – amerykańska polityk i prawnik. Od sierpnia 2021 gubernator Nowego Jorku.

## Życiorys
Po ukończeniu prawa na Katolickim Uniwersytecie Ameryki, podjęła pracę w prywatnej firmie prawniczej. W latach 2011–2013 pełniła funkcję członkini Izby Reprezentantów z 26. okręgu wyborczego stanu Nowy Jork. W latach 2015–2021 zastępczyni gubernatora Nowego Jorku. 24 sierpnia 2021, po rezygnacji Andrew Cuomo, zaczęła pełnić funkcję gubernatora.